# Omar Israel Mendoza
Omar Israel Mendoza Martín (Atizapán de Zaragoza, Estado de México, 28 de octubre de 1988) es un futbolista mexicano. Se desempeña como lateral derecho y actualmente juega en el Querétaro F .C. de la Liga MX.

## Trayectoria

### Cruz Azul Hidalgo
Jugó para Cruz Azul Hidalgo de la Liga de Ascenso, en donde, desde 2008, ha tenido la oportunidad de jugar, a pesar de ser defensa, en sus seis años con el equipo menor anotó 10 tantos. Sus goles le permitieron jugar en el primer equipo C. D. Cruz Azul.

### Cruz Azul
Luis Fernando Tena lo hace debutar a los 26 años en el torneo clausura 2015. El 27 de febrero de 2016 anota su primer gol con Cruz Azul en primera división contra el equipo de Monterrey, líder del torneo hasta la jornada 8.

## Clubes
Actualizado al último partido jugado el 6 de agosto de 2025.
| Club              | País          | Año           | PJ  | Goles | Asist |
| ----------------- | ------------- | ------------- | --- | ----- | ----- |
| Cruz Azul Hidalgo | México        | 2008-2015     | 174 | 13    | 0     |
| Cruz Azul         | México        | 2015-2017     | 81  | 1     | 3     |
| Club Tijuana      | México        | 2018-2020     | 75  | 0     | 2     |
| Querétaro FC      | México        | 2021-presente | 133 | 0     | 5     |
| Total carrera     | Total carrera | Total carrera | 463 | 14    | 10    |

- Datos: Q18747762